# 安達貴
安達 貴（あだち たかし、1972年10月7日 - ）は日本の写真家、映像作家、撮影コーディネーター、コンサルタント。東京都・世田谷区出身。ジャンルはポートレート。
ロシアのウラジオストクで写真家として活動。

## 経歴
世田谷区立弦巻中学校、世田谷区立世田谷工業電子科
株式会社メイテック1990年 - 1993年勤務
インターナショナルスクール日本語講師
アメリカ映像製作会社勤務
1999年ロシア、ウラジオストクに拠点を移す。ウラジオストクで写真家として活動
2007年　Patphotostudio設立
2015年、有限会社トラストアソシエイトを設立

## 主な雑誌掲載経歴
- 『モーターマガジン社　月刊カメラマン』2007年より２００９年連載、２０１７年より２０１９年連載
- 『NHK出版』ロシア語会話　2005年より２０１２年
- 『ゼクシイ』

## 主なコーディネイト経歴
2013年　撮影コーディネーター・セブンスコード
2015年　撮影コーディネーター・デスノート２０１６
2017年　現地撮影コーディネーター・トーヨータイヤ・TVCM
2019年　現地ロケーションコーディネーター・フィガロジャポン１０月号
2019年　撮影コーディネーター　染井俊輔２０２０年カレンダー
2020年　MV撮影コーディネーター、写真撮影、ドローンオペレーター　mahina [everyday]

## コンサルタント業務実績
- 日本の会社とロシアの会社のマッチング（契約上会社の名前は掲載できません。）
- ロシア国内の会社設立サポート
- ロシア会社見学アテンド
- マーケティング業務
- 輸出、輸入代行（ウラジオストクの輸出入代行会社と提携により）